# كنيسة أنجلي
كنيسة كانتور (بالفارسية: کلیسای کانتور) هي كنيسة تاريخية تعود إلى عصر القاجاريين، وتقع في همدان.